# La Sorcière (Waterhouse)
La Sorcière est un tableau peint par John William Waterhouse entre 1911 et 1915. Il mesure 76 cm de haut sur 110,5 cm de large. Il est conservé dans une collection particulière. Il représente la magicienne grecque Circé.